# さくらんぼテレビジョン
株式会社さくらんぼテレビジョン（英: Sakuranbo Television Broadcasting Corporation）は、山形県を放送対象地域としてテレビジョン放送事業を行っている特定地上基幹放送事業者である。
略称はSAY（セイ）ではあるが、2015年度以降、使用されるケースは少なく（ホームページ上も一切記載がなくなり）通称のさくらんぼテレビが主に使用される。フジテレビジョン（FNN・FNS）系列のフルネット局のひとつ。

## 概要

SAYのロゴ（1997年-）

### 開局に至るまでの経緯
1993年（平成5年）4月1日、それまでフジテレビ（FNN・FNS）系列だった山形テレビ（YTS）がテレビ朝日（ANN）系列にネットチェンジをしたため、この日を境に当時数多くの人気番組を抱えていた大半のフジテレビ系列のネット番組が山形県内では放映されなくなり、さらに山形県におけるフジテレビ系番組の引受先となったTBS系列のテレビユー山形（TUY）への時差ネットも、『サザエさん』や『ねるとん紅鯨団』などの一部の一社提供番組やドラマがローカル枠で実施されるにとどまった。加えて、山形県内でフジテレビ系の番組をリアルタイムで視聴するには村山地方ならびに最上地方では仙台放送（OX）、置賜地方では福島テレビ（FTV）、庄内地方は秋田テレビ（AKT）または新潟総合テレビ（NST、現・NST新潟総合テレビ）をそれぞれ高素子アンテナやブースターを用いて越境受信するしかなかった。なお、山形市のケーブルテレビ山形（現・ダイバーシティメディア）、米沢市のニューメディアでは仙台放送（OX）、旧櫛引町の櫛引ケーブルテレビジョン（現・鶴岡市ケーブルテレビジョン）では秋田テレビ（AKT）の再送信が行われていた。
同時に、山形県内のFNNの取材はフジテレビが「山形支局」を設置して行うことになった。
山形県内でフジテレビ系列局の設立に関し、1993年（平成5年）夏に「フジテレビ系民放第4局を作る会」を結成し市民活動を展開していった。街角などでは署名運動などを行い、その熱意にキー局であるフジテレビのゴーサインが下り開局へとつながった。開局に当たっては日枝久フジテレビ社長（当時）、高橋和雄山形県知事（当時）、佐藤幸次郎山形市長（当時）の後押しも受けた。主要株主には山形テレビ（YTS）がフジ系であった時のスポンサーが並んだ。当時、フジテレビ媒体開発局電波企画部長の矢嶋武弘が専門誌において、「東北ブロックを考えた時に、山形に系列局がないと、ブロックニュースやイベントなどの時不便だという声もあって決断したという側面もあります」さらに、「東北の他県のFNN局は喜んでいると思います」と自ら述べている。背景には、郵政省（現・総務省）から地上デジタルテレビ放送の準備の関係もあり地上アナログ放送の周波数割り当てを岩手朝日テレビ（IAT）で終了するが、1年間は開局申請を受け付けるという通知が出たことにある（そのため、朝日新聞等一部の記述では最後の民放テレビが岩手朝日テレビであることになっている。）。フジテレビは、経営政策として高知さんさんテレビ（KSS）開局で系列局の開局を打ち切る予定だったが、この運動と長年に亘りYTSを通じて山形県内でフジテレビのネット番組が放送されてきたことから山形県のフジテレビ系列局の復活を決め、1997年（平成9年）4月1日、KSSと同じ日に開局された。
本社は山形市郊外の落合町に建設され、ロゴマークはフジテレビの社名ロゴタイプと同様に馬場雄二が手掛けた。なお、本局は東北地方の民間放送局（CFM局を除く）では最後の開局でもあった。
試験放送期間中の新聞各紙における番組表の扱いに関しては以下のとおりであった。
- 山形新聞、河北新報（山形版）、米澤新聞…試験放送初日（1997年3月15日）から通常の番組欄へ掲載。
- その他各紙…当初は地方版での掲載からスタートし、本放送開始までに通常の番組欄へ移行した。ただし、上記の理由により朝日新聞は試験放送期間の対応は地方版を含めて行われず、本放送当日から通常の番組欄に掲載した。日本経済新聞（南東北版）では、本放送開始後もしばらくの間はハーフサイズでの掲載が続いていたが、現在はレイアウト見直しによりフルサイズ掲載となっている。
- 開局初日…開局初日最初の番組である「さくらんぼテレビジョン開局ご挨拶」の冒頭開局当時の女性アナウンサーが「さくらんぼテレビは本日開局します。実に4年ぶりにフジテレビ系列の番組が山形に帰ってきました」と紹介された。
- 開局当時のキャッチコピーは「立派なテレビ局より、感じのいいテレビ局になりたい。」であった[5]。

### その他
開局当初から将来のデジタル放送化の投資に伴う経費捻出を見据えた計画による徹底したスリム化の為、社員は当時44名のみで、営業支社として東京・大阪支社を自社で設けず、同時に開局した高知さんさんテレビと共同でフジテレビ関連会社であるフジクリエイティブコーポレーション（FCC）に東京と大阪の営業業務を委託している。
開局から2009年（平成21年）まで、約12年間はテレビスタジオが存在せず報道制作ルーム内に簡便的なセットを設置し、そこから放送する形となっていた。デジタル放送開始に伴う環境の変化を受けて本社敷地内に汎用的なテレビスタジオを増築。2009年（平成21年）10月5日に運用を開始した。当初は副調整室のみを稼働させ、副調整室内に放送スペースを確保しての放送であったが同年11月2日の『SAYスーパーニュース』よりスタジオ部分も本格稼動し、スタジオおよび副調整室で全ての番組制作を行うこととなった。なお汎用スタジオの稼働をもって、それまで使用していた報道制作フロア内からの放送及び副調整室は撤収された。
また、開局から2013年（平成25年）3月まではテレビ東京系列の番組は権利切れの番組を除き一切放送されなかったが、同年4月から少数ではあるが放送されるようになった。
開局当初から、社名に地名や地域名を冠さない東北地方唯一の民間放送局でもある。
『FNNさくらんぼテレビニュース』『FNNニュース』（『産経テレニュースFNN』）などはたかしまあきひこのテーマ曲を極力使用していなかった。元系列局の山形テレビ（現在はテレビ朝日系列）では『YTSニュース』のテーマ曲でたかしまあきひこが手掛けた『FNNスーパータイム』のテーマ曲を使用していた。
主な受賞歴に『オイシイものドキュメント 密着！山形人情グルメPART4』で2024年日本民間放送連盟賞テレビバラエティ優秀賞を受賞した。同局が同賞を受賞したのは初めてだった。これで山形県内の民放テレビ4社全てで受賞したことになる。

当局をはじめとするクロスネット2局含めたFNN / FNS系列28社はACジャパン（旧・公共広告機構）の正会員企業の一つであり、不祥事が発生した場合などに同団体のCMが放映される。

## 本社・支社所在地
- 本社：山形県山形市落合町85番地（〒990-8539）
- 庄内支社：山形県鶴岡市馬場町8番1号（〒997-0035）
- 置賜支社：山形県南陽市池黒1305番15号（〒992-0473）
- 仙台支社：宮城県仙台市青葉区本町2丁目2番3号 鹿島広業ビル3階（〒980-0014）
- 東京支社：東京都江東区青海1丁目1番20号 ダイバーシティ東京18階FCC内（〒135-0064）
- 関西支社：大阪府大阪市北区曽根崎新地2丁目5番3号 堂島TSSビル6階FCC内（〒530-0002）

## 沿革
- 1995年（平成7年）
  - 6月16日 - 山形県の第4局を開設するための放送普及基本計画の変更を諮問[13]。
  - 9月21日 - 山形地区4局目周波数割り当て[14]。
- 1996年（平成8年）
  - 2月16日 - 予備免許交付。
  - 3月29日 - 会社設立。
- 1997年（平成9年）
  - 3月14日 - 本免許交付。
  - 3月15日 - サービス放送開始。
  - 4月1日 - 5:40からフジテレビ系列のフルネット局として開局[注 8]。
    - 開局当時の中継局は新庄、鶴岡、米沢、東山形、長井の5局[注 9]。
- 2006年（平成18年）
  - 3月27日 - アナログ・デジタル統合型の主調整室（マスター）に更新（東芝製）。
  - 6月1日 - 地上デジタル放送開始。当初は同年12月1日の予定となっていたが計画が半年前倒しされた。
  - 12月 - 年間視聴率で、開局以来初めてプライムタイムの首位を獲得[注 10]。
- 2009年（平成21年）11月2日 - 社屋増築、汎用スタジオが稼働開始。
- 2022年（令和4年）
  - 4月1日 - 開局25周年。

## 送信所
リモコンキーID：8
- 親局

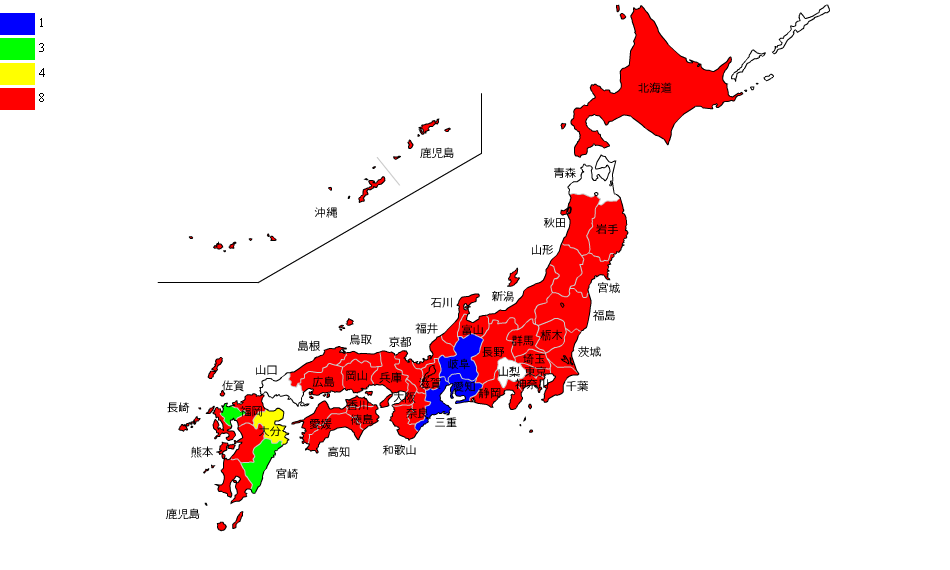
フジテレビ系列のリモコンキーID地図

  - 山形（西蔵王高原）22ch（JOCY-DTV）
- 中継局（物理チャンネル順。2010年12月現在）

【村山地方】
- 山形山寺 22ch
- 山形東沢 22ch
- 蔵王温泉 22ch
- 尾花沢銀山 25ch
- 東山形 37ch
- 朝日町 46ch
- 東根関山 47ch
- 尾花沢 48ch

【置賜地方】
- 高畠 25ch
- 白鷹下山 26ch
- 白鷹佐野原 26ch
- 長井 39ch
- 高畠時沢 39ch
- 米沢（天元台高原）40ch
- 小国 45ch
- 飯豊中津川 46ch
- 飯豊 49ch

【最上地方】
- 新庄（杢蔵山）33ch
- 羽前金山 33ch
- 最上前森 46ch

【庄内地方】
- 温海 14ch
- 鶴岡（高館山）27ch
- 鶴岡三瀬 46ch
- 朝日東岩本 46ch

2006年6月の地上デジタル放送開始以降、アナログ放送受信エリアはほぼ網羅し、その後デジタル新局となる中継局を2010年までに順次開局した。2009年度にデジタル中継局の数がアナログ中継局を上回った。なお、2010年8月1日の朝日東岩本局の開局をもってSAYのデジタル中継局の整備は事実上完了したため、デジタル化されてもSAY難視聴地域が少なからず出てくることになった。
共聴施設やケーブルでカバー予定のアナログ未開局中継局を除くと、当局のみ非該当で他局では設置済みの中継局は東天童・真室川高坂・白鷹黒鴨・尾花沢牛房野の各中継局である。一部他局も非該当となるところは簗沢（YTS・TUY・SAY）・戸沢（TUY・SAY）・米沢館山（TUY・SAY）。一方、アナログで開局している天童（舞鶴山）中継局はNHK・他局の民放も山形本局か新庄中継局でカバーできることから置局不要となった。

### アナログ放送
2011年7月24日停波時点
- 親局
  - 山形（西蔵王高原）30ch（JOCY-TV）
- 中継局（チャンネル順）

【村山地方】
- 山形山寺 47ch
- 東山形 50ch
- 蔵王温泉 51ch
- 尾花沢 52ch
- 山形東沢 59ch
- 天童（舞鶴山）61ch
- 朝日町 61ch

【置賜地方】
- 長井 25ch
- 小国 43ch
- 米沢（笹野山）60ch（米沢デジタル局は天元台高原に設置）

【最上地方】
- 新庄（杢蔵山）28ch

【庄内地方】
- 鶴岡（高館山）24ch
- 朝日東岩本 57ch

山形県内でも先発3局（YBC・YTS・TUY）に比べて中継局が少ないため、山間部を中心に映りが悪かったりほとんど映らない地域もある。（アナログ公称エリアカバー率…96.6%）

## 資本構成
企業・団体は当時の名称。出典：

### 概要
さくらんぼテレビジョンはいわゆる平成新局であり、地元有力企業が主要株主に名を連ねているためか地方紙（特に山形新聞）など他メディアとの関係性が薄く、資本関係も濃密な友好関係もほぼ皆無であるが、敵対関係にはなっていない。なお、フジテレビと東北地区の系列局4局（岩手めんこいテレビ・仙台放送・秋田テレビ・福島テレビ）が株主に名を連ねている。ただし、東北地区の系列局で唯一フジテレビの親会社（持株会社）でもあるフジ・メディア・ホールディングスの持分法適用会社とはなっていない。
現在は、フジ・メディア・ホールディングスがさくらんぼテレビジョンの第3位の大株主となっているが、開局に当たっては会社分割前の旧フジテレビジョンが関与していた。
山形県の出資に関しては既存4局（FM山形も含め）同様、出資の平等という観点でほぼ既存局と同額が出資されているが、第三セクターを目的としたものではない。他にも、県提供の広報番組が放送されていた。山形地区の地上波民放局ではコミュニティ放送2社(閉局により現在1社)を含め唯一ニュース提供に山形新聞が関係していない。

### 2021年3月31日
出典：
| 資本金 | 発行済株式総数 | 株主数 |
| ------ | -------------- | ------ |
| 10億円 | 50,000株       | 62     |

| 株主                             | 株式数   | 比率  |
| -------------------------------- | -------- | ----- |
| 柿崎工務所                       | 10,950株 | 21.9% |
| 山本製作所                       | 7,500株  | 15.0% |
| フジ・メディア・ホールディングス | 3,000株  | 06.0% |
| 新庄砕石工業所                   | 2,200株  | 04.4% |
| 小国開発                         | 2,000株  | 04.0% |
| 荘内銀行                         | 2,000株  | 04.0% |
| 仙台放送                         | 2,000株  | 04.0% |
| 山形県                           | 2,000株  | 04.0% |

## 主な番組

### 自社制作

#### 現在放送中の番組
- FNNさくらんぼテレビニュース[注 13] - （日曜 6:00 - 6:15）
- News イット! やまがた（月曜 - 金曜 15:45 - 19:00、山形ローカルは18:09から）
- おかわり!ラーメン道（金曜 22:52 - 23:00）
- KICK OFF! YAMAGATA（土曜 11:30 - 11:45）
- 昼ドキ!TV やまがたチョイす（土曜 12:00 - 13:00）
- 月刊さくらんぼ通信（第1日曜 5:25 - 5:30、番組批判等を取り上げる自己検証番組。旧『月刊SAY通信』より2015年7月放送分から改名）
- どどどどっとJP（毎月第1土曜 18:30 - 19:00、ものまね芸人JPの初冠番組。2024年3月までは13:00 - 13:35だった）
- じもてぃーちゃん（毎月第2月曜 24:55 - 25:25、お笑いトリオぱーてぃーちゃんの初冠番組）

#### 過去の番組

##### 夕方ニュース枠
- SAYスーパータイム
サービス放送中の1997年3月15日から1997年3月30日まで放送。放送上は「スーパータイム」のタイトルのみ。
当初は、関東ローカル枠を全てフルネットしていたが、最後の1週間のみローカルニュース枠を設け、スポーツコーナー終了後の10分程度放送していた。この放送体制は、SAYスーパーニュースの途中まで続いた。
- SAYニュース555 ザ・ヒューマン
- SAYスーパーニュース
- さくらんぼテレビ みんなのニュース
- さくらんぼテレビ プライムニュース
- さくらんぼテレビ Live News

##### スポットニュース枠
- FNN県内ニュース&天気
- さくらんぼテレビ こんやのニュース
- さくらんぼテレビ ユアタイムクイック
- さくらんぼテレビ THE NEWSα Pick

##### その他
- ホップ・ステップ・青春（県政番組）
- きいて委員会?（同）
- SAY月刊テレビ批評（「月刊SAY通信」の前身で、最終土曜朝の自己検証番組。『週刊フジテレビ批評』の映像も挿入）
- かんたんDIY&ガーデニング - （ホームセンタージョイ発信のDIY・園芸番組）
- SAY's SELECTION（ミニ情報番組）
- さくらんBOY DT（ローカルアニメ、制作協力・芸者東京エンターテイメント）
- ブルイズ!モンテディオ（Jリーグ・モンテディオ山形の応援番組）
- チョイすな金曜日

### ブロックネット番組
- ぼくらの時代
- 情熱エンジン（東日本大震災の影響で2011年3月をもって打ち切り。）

上記の2番組は、仙台放送制作東北電力提供ブロックネット番組である。
一方で『新・サンデートーク』 と『今、きらめいて』の2番組については『新・サンデートーク』時代から、山形放送（YBC）に東北電力とのスポンサー契約が継続されていた関係からか、山形テレビ（YTS）のネットチェンジ後もYBCで放送され、特に『今、きらめいて』はSAY開局後も、最終回まで山形放送（YBC）でネットされていた。
このほかにも、『民謡お国めぐり』はフジテレビ系列の秋田テレビ制作番組であるが、山形テレビ（YTS）のネットチェンジ後はもとより、さくらんぼテレビ開局後も、山形テレビ（YTS）にスポンサーの契約が継続されていた関係からか、最終回まで一貫して山形テレビ（YTS）でネットされていた。
ちなみに、YBCとYTSの2局はYTSのネットチェンジ以降、例外（仙台放送制作番組の『新・サンデートーク』など）を除きフジテレビからフジテレビ系列局全体の番組の販売を拒否されていた。

### フジテレビ系列時差ネット番組
- RIDE ON TIME（火曜 0:25 - 0:55（月曜深夜））
- かまいたちの掟（火曜 15:15 - 15:45、さんいん中央テレビ制作）
- ちまたのジョーシキちゃん（水曜 0:25 - 1:25（火曜深夜）、関西テレビ制作）
- ぐっさん家〜THE GOODSUN HOUSE〜（水曜 14:45 - 15:15、東海テレビ制作）
- KinKi Kidsのブンブブーン（木曜 0:25 - 1:10（水曜深夜））
- 関ジャニ∞の あとはご自由に（木曜 1:10 - 1:40（水曜深夜））
- かまいたちの机上の空論城（木曜 14:45 - 15:15、関西テレビ制作）
- いただきハイジャンプ（土曜 0:55 - 1:40（金曜深夜））
- おかべろ（土曜 11:00 - 11:30、関西テレビ制作）
- 千原ジュニアの座王（日曜 1:15 - 1:45（土曜深夜）、関西テレビ制作）
- テレビ寺子屋（日曜 5:30 - 6:00、テレビ静岡制作）
- ごるビバ（日曜 6:15 - 6:30、NST新潟総合テレビ制作）

### 他系列番組
テレビ東京系列
- 男子ごはん（水曜 10:20 - 10:50）
- 出川哲朗の充電させてもらえませんか?（土曜 13:00 - 14:00）
- 家、ついて行ってイイですか?（日曜 12:00 - 13:00）
- 有吉木曜バラエティ（日曜 13:00 - 13:55）
- 出没!アド街ック天国（不定期放送）

その他
- 逃げ上手の若君（金曜 1:25 - 1:55（木曜深夜））
- ダイアンのガチで!ごめんやす（金曜 15:15 - 15:45、群馬テレビ制作）

### 終了した他系列番組
テレビ東京系列
- 楽しいムーミン一家（ウェルサンピア山形（現：ヒルズサンピア山形）のスポンサード番組として2002年 - 2004年にかけて放送された）
- 主治医が見つかる診療所
- 日経スペシャル 夢織人〜小さなトップ企業〜（BSテレ東制作）
- おばあちゃんの台所（テレビせとうち制作）
- ソクラテスのため息〜滝沢カレンのわかるまで教えてください〜
- SPY×FAMILY（第1期・第2期）

その他
- クプ〜!!まめゴマ!（当局初のUHFアニメであった）
- 全力ウサギ（UHFアニメ）
- まめうしくん（UHFアニメ、47話で打ち切り）
- 江戸の用心棒II（ユニオン映画・日本テレビ制作）[注 15]
- ニュース女子（DHCテレビ制作）
- 鬼滅の刃（UHFアニメ[注 16]、土曜プレミアム枠のエピソード含む）
- NON STYLE井上のバズらせJAPAN

県政情報番組
- いき★いき やまがた（不定期・山形県内の民放4局が持ち回りで放送）

### 開局と同時にTUYから移行したフジテレビ系列の番組
△はYTSのネットチェンジと同時にTUYへ放映権が移行した番組。
- ハンマープライス
- LOVE LOVEあいしてる
- サザエさん△
- こちら葛飾区亀有公園前派出所
- 発掘!あるある大事典
- 晴れたらイイねッ!
- 春の高校バレー△
- 東日本女子駅伝△
- テレビ寺子屋△
- 健保連のすこやかさん△

### サービス放送期間中に最終回を迎えた番組
- FNN Five to 4:00
- SAYスーパータイム（=FNNスーパータイム）
- 土曜大好き!830（YTSではネットチェンジと同時に打ち切り）
- FNNニュース最終版（第3期）
- 御家人斬九郎（第2シリーズ）
- メトロポリタンジャーニー
- タモリの超ボキャブラ天国[注 17]
- カジノザウルスNEW
- ワーズワースの冒険
- 家なき子レミ
- とんねるずのみなさんのおかげです（YTSではネットチェンジと同時に打ち切り[注 18]）
- 金曜メガTV
- スタミナ天国ターボ

### YTSがネットチェンジで打ち切り、SAYが再開させたフジテレビ系列の番組
山形地区において1993年3月までYTSで放送され、1997年4月に再開した番組。▲は同年9月に終了したため、SAYでの放送は半年になっている。
- おはよう!ナイスデイ
- FNNスピーク
- 森田一義アワー 笑っていいとも!
- 笑っていいとも!増刊号[注 19]
- ライオンのごきげんよう
- THK制作昼帯ドラマ
- プロ野球ニュース
- くいしん坊!万才[注 20]
- 火曜ワイドスペシャル（第2期のみ▲）
- 木曜劇場[注 21]
- THE WEEK
- 風まかせ 新・諸国漫遊記
- 平成教育委員会▲
- ゴールデン洋画劇場
- 報道2001
- ダウンタウンのごっつええ感じ[注 22]
- ミュージックフェア※HD[注 23]
- さんまのまんま（関西テレビ制作）
- 世界名作劇場[注 24]
- 幽☆遊☆白書[注 25]
- なるほど!ザ・ワールド[注 26]
- 新春かくし芸大会[注 27]
- FNS27時間テレビ
- FNS歌謡祭
- ナイター中継
- 三菱ギャラントーナメント
- 大阪国際女子マラソン
- 名古屋国際女子マラソン
- 日本大相撲トーナメント（第22回から）

### 開局時に山形ではじめてネットされたフジテレビ系列の番組
- めざましテレビ
- ポンキッキーズ[注 28]
- どうーなってるの?![注 29]
- ビッグトゥデイ
- 郁恵・井森のお料理BAN!BAN!
- ニュースJAPAN
- HEY!HEY!HEY! MUSIC CHAMP
- SMAP×SMAP
- ドラゴンボールGT[注 30]
- るろうに剣心 -明治剣客浪漫譚-
- 木曜の怪談
- 金曜エンタテイメント
- 料理の鉄人
- SRS
- みどりのマキバオー
- めちゃ²イケてるッ![注 31]
  - 開局から日が経たないうちに、山形県での番組の人気が低い（当時全国ワースト1）という事で、山形市のSAYに出向き、ナインティナインの岡村隆史・極楽とんぼ・よゐこが報道部門、ナインティナインの矢部浩之が総務部門の仕事の“お手伝い”をし、夕方の県内ニュース（「SAYニュース555 ザ・ヒューマン」）内で生中継リポートをした。なおその模様を放送した回の視聴率は25%を超えた。
- ちびまる子ちゃん (第2期)[注 32]
- スーパー競馬[注 33]
- 笑っていいとも!特大号[注 34]

## アナウンサー

### 男性
- 2025年 鈴木翔太、東晴太郎

### 女性
- 2018年 重松沙恵[20]
- 2022年 福島汀紗[21]
- 2023年 菅原清か

### 過去に在籍したアナウンサー

#### 男性
- 1997年
  - 対馬孝之（ - 2002年、青森朝日放送に復帰）
  - 山内亨（開局時に仙台放送（OX）から報道制作部長兼務として出向。OX復帰後に報道デスクを務め、2008年定年退職。2020年現在、仙台大学教授）
- 1999年
  - 杉卓弥（ - 2017年3月、秋田テレビ）
- 2007年
  - 白田貴彦（ - 2025年3月・現在は、当局広報部へ異動）
- 2008年
  - 岸英利（ - 2015年、岩手朝日テレビ）
- 2015年
  - 坂井孝輔[22]（3月 - 5月）
  - 藤井裕生（10月 - 12月、岐阜放送→山口朝日放送）
- 2016年
  - 白橋昌磨[23]（12月入社、 - 2019年12月、現フリーアナウンサー）
  - 田中正史（3月 - 8月、元茨城放送）
- 2017年
  - 伊藤洋平（2月入社、 - 2019年3月、現ボイスワークス所属）
- 2019年
  - 生明辰也[24][25]（4月入社、 - 2021年11月、現在はスポーツ実況を中心としたフリーアナウンサー）
- 2020年
  - 宮本大句見[26]（4月入社、 - 2023年3月）
- 安井成行（長崎放送アナウンサーを経て、現在はフリーランス）
- 吉川圭一（元報道記者、福井放送アナウンサーを経て、2018年より北陸朝日放送アナウンサー）

#### 女性
- 1997年
  - 遠藤敦子[27]（ - 2006年、報道部へ異動）
  - 丹舞子（ - 2000年、福島放送から移籍）
- 1999年
  - 林いくみ[28] - 現在は佐野いくみ名義でフリーアナウンサーとして活動。
- 2000年
  - 榎戸教子[29]（ - 2003年、テレビ大阪アナウンサーを経て、現日経CNBCキャスター、PICANTE代表取締役）
- 2004年
  - 鈴木智子（ - 2007年12月、現：小岩姓。2008年より静岡第一テレビアナウンサーを経て2017年より同社経営企画部に異動）
- 2005年
  - 吉田菜穂（ - 2008年1月）
- 2007年
  - 阿久津尚子[30]（ - 2009年8月、現：圭三プロダクション所属。現在千葉テレビ・テレビ埼玉・tvkで放送の競馬展望プラスレギュラー出演）
  - 草野真梨子[31]（ - 2008年12月、2009年5月よりラジオ日本 土曜・日曜競馬実況中継パドック担当を経て2010年4月よりTBSニュースバードキャスター）
- 2008年
  - 丹後谷愛[32]（ - 2015年3月、現：川口姓。秋田放送担当フリーキャスター）
- 2009年
  - 倉林知子（ - 2010年4月、フリーアナウンサーとして東京で活動。2020年からは国際農業開発基金など国連機関で広報担当者も務めている。NHK WORLD、千葉テレビ『高校野球ダイジェスト2011年・2015年番組MC、高校野球全力応援TV ガチファン2014年MC』、プロ野球中継リポーターなど）
  - 坂木萌子[33]（ - 2010年7月、2010年9月から2016年12月までCS放送日テレNEWS24のキャスター、ニチエンプロダクション所属）
- 2010年
  - 佐々木萌美[34]（10月入社、 - 2014年9月、現：遠藤姓。松竹芸能所属のフリーアナウンサーとして関西地方を中心に活動）
- 2013年
  - 湯浅知里[35]（ - 2016年12月、テレビ北海道を経てフリーアナウンサー[36]）
- 2014年
  - 岩渕葵[37]（10月入社、 - 2019年9月、福島放送）
- 2015年
  - 世永聖奈[22]（ - 2017年2月、北海道放送）
- 2016年
  - 伊藤永夏[38]（12月入社、 - 2020年9月、現：フリーアナウンサー）
- 2017年 
  - 中濱綾那[39]（10月入社、 - 2019年7月、瀬戸内海放送）
  - 松井千織（4月 - 9月）
- 2019年
  - 岸波香桜[40]（10月入社、 - 2022年4月、元青森テレビ記者。フリーアナウンサーを経て、2024年4月から千葉テレビ放送アナウンサー）
  - 本行慶子[41]（4月 - 11月、テレビ信州→琉球放送）
- 2020年
  - 今野花織[24][42]（4月入社 - 2021年11月、福島中央テレビ）
  - 古畑あずみ[43]（4月入社、 - 2022年3月、信越放送）
- 2022年
  - 岡本采子[44]（4月入社、 - 2025年1月、テレビ高知）
- 2023年
  - 渡邉百音[45]（4月入社、 - 2025年3月、北陸放送）
- 海野麻実（フジテレビ記者を経て、現在はフリーランス）
- 武藤悠代（NHK山形放送局）

## マスコットキャラクター
山形県にある架空の施設「SAYランド」の仲間たち。
内訳は犬2匹、猫2匹、ライオン1頭、ウサギ2羽、ペンギン1羽、ヒヨコ2羽、コアラ1匹の計11体。
メンバーは、
- ネオンドッグのハート
- ネオンドッグのグート
- フラワーライオンのルー
- DJペンギンのジョー
- ソックスキャットのサスケ
- ピーエッグのピッピ
- ピーエッグのバッハ
- テレキャットのトレラン
- ツインズバニーのシュシュ
- ツインズバニーのミュート
- おこりんぼコアラのボー 等となっている。

天童市の八文字屋天童店に同名のキャラクターショップがある。

## イベントなど
- 1997年（平成9年）から2017年（平成29年）までの20年間、その年ごとに「イメージソング」「キャンペーンソング」を選曲し『さくらんぼテレビイメージソング』としてPRしてきた[46]。
  - 1997年（平成9年） 石井聖子『ANNIVERSARY』
  - 1998年（平成10年） 米倉千尋『Strawberry Fields』
  - 1999年（平成11年） 守屋里衣奈『花・月・人』
  - 2000年（平成12年） The LOVE『運命のかけら』
  - 2001年（平成13年） Le Couple『Song of Love』
  - 2002年（平成14年） 稲垣潤一『アリノママ』
  - 2003年（平成15年） Plum Planets『白い色は恋人の色』
  - 2004年（平成16年） 平川地一丁目『かわれないので』
  - 2005年（平成17年） arp『ウレシ泣キ』
  - 2006年（平成18年） 河口恭吾『私のすべて』
  - 2007年（平成19年） alüto『道』
  - 2008年（平成20年） DEL『YOU & I』
  - 2009年（平成21年） ワカバ『星の降る街』
  - 2010年（平成22年） ほたる日和『Rainbow Line』
  - 2011年（平成23年） レディオサイエンス『Day by Day』
  - 2012年（平成24年） ビーグルクルー『いつも笑顔で。』
  - 2013年（平成25年） Brand New Vibe『Superstar』
  - 2014年（平成26年） BREATHE『Tomorrows』
  - 2015年（平成27年） Blue Vintage『Once Again』
  - 2016年（平成28年） Saku『君色ラブソング』
  - 2017年（平成29年） 大原櫻子『Over The Rainbow』
- 以前は毎年9月に『SAYと遊ぼう!さくらんぼテレビの日』をSAY本社、駐車場などで開催していた（ただし、2005年（平成17年）は9月11日開催の予定が、衆議院総選挙の投票日と重なったため、開催出来なかった）が、2010年（平成22年）9月期頃より『SAY みんなdeホリデーMARKET 20XX[注 35] 〜食べる遊ぶ秋のさくらんぼテレビ祭〜』と改名・実質上復活し、再びSAY本社と駐車場にて開催されている。
- 2008年（平成20年）より山形市で開催されている山形小説家・ライター講座（旧：小説家（ライター）になろう講座）を後援している[要出典]。
- 年度キャンペーン
  - 2018年（平成30年）「えがお さく❀さく❀ さくらんぼテレビ」[47]
キャンペーン・ソング 2018年4月〜 CRAZY WEST MOUNTAIN『グッドモーニング・アゲイン』[48]
キャンペーン・ソング 2018年10月〜 CRAZY WEST MOUNTAIN『Explooosion!!』[48]

## 不祥事

### 労働問題
文春オンラインの2022年（令和4年）5月7日配信で「数カ月でアナウンサーの半数が入れ替わる異常事態」として、パワーハラスメント、労働基準監督署の指導があったと報じられた。

### 注
1. ↑  山形テレビ（YTS）は当初はNETテレビ（現・テレビ朝日）系列で開局する予定だったが、開局直前にフジテレビ系列に変更。1975年4月から1979年6月まではフジテレビ系列とNETテレビ→テレビ朝日系列のクロスネットだった。
2. ↑  NNN・NNS系列フルネット局に一本化した山形放送（YBC）は、YTSのネットチェンジに協力したとしてフジテレビからFNS系列局全体の番組の販売を基本的に拒否された。
3. ↑  再送信はYTSのネットチェンジ以前の1989年（平成元年）4月の開局と同時に実施されていた。
4. ↑  開局当初の社長を務めた当時の山本製作所社長の山本惣一が同会の会長を務め開局当初の会長を務めた柿崎工務所会長の柿崎力が同会の発起人メンバーの一人となった。
5. ↑  高知県の民放第3局はテレビ朝日系列での開局も検討されていたが、フジテレビが橋本大二郎高知県知事（当時）からのキー局要請を受諾したため、フジテレビ系列で開局した経緯がある。
6. ↑  人員不足に対応するため、仙台放送等からの社員が派遣された。
7. ↑  緊急報道時に備え、報道制作ルームとマスター室の間にアナウンスブースを設置し対応した。（『山形新聞縮刷版』山形新聞社（1997年4月版）、30頁（1997年4月1日、山形新聞朝刊、SAY・PR特集2面）。）
8. ↑  移行された番組は、すべてテレビユー山形（TUY）のみから引き継がれた。報道取材はフジテレビ山形支局の業務を継承。同番組を含む生番組は1993年（平成5年）3月31日に山形テレビ（YTS）が打ち切って以来4年ぶりのネット再開となった。さくらんぼテレビ開局直前当時、ネットチェンジによってフジテレビ系列を脱退した山形テレビはもちろん、山形放送（YBC）もフジテレビ系列の番組はスポンサーの事情がある場合などを除いて放送していなかった（特に、山形放送は山形テレビのネットチェンジに協力したとしてフジテレビから、フジテレビ系列局がない地域における日本テレビ系列局で唯一、フジテレビ系番組の販売を基本的に拒否された）。
9. ↑  『山形新聞』1997年4月1日付け朝刊8面に掲載された全面広告。
10. ↑  これにより、山形放送（YBC、NNN・NNS系列）の年間視聴率3冠の記録は13年でストップした（1993年（平成5年）から2005年（平成17年）まで）。
11. ↑  ちなみに、山形新聞がサービス放送初日から全国紙に先駆けて番組表に掲載したことからも、当初から同紙がSAYと敵対関係でなかったことがうかがえる。
12. ↑  SAYの設立総会は、山形グランドホテル（当時は山形新聞グループ）で開催された。
13. ↑  電子番組表（EPG）や公式ホームページの番組表上では、「FNNニュース」のタイトル扱い。
14. ↑  同番組が放送されていた期間は、さくらんぼテレビジョンは未開局だった。
15. ↑  1995年に日本テレビ系列で放送。本放送はYBCで放送された。再放送扱いであるが、同局で初めての日本テレビ制作の番組。
16. ↑  第1期の特別編集版・劇場版・第2期以降はフジテレビ系全国放送。
17. ↑  YTSでは前身の「タモリのボキャブラ天国」を、ネットチェンジ時まで放送
18. ↑  ただし、番組自体は『ラスタとんねるず'94』放送による中断期間があった。
19. ↑  YTSでは日曜13:00から遅れネットで放送していた。
20. ↑  YTSでは不定期放送だった。
21. ↑  SAY開局時は『ミセスシンデレラ』から。
22. ↑  YTSでは『天才・たけしの元気が出るテレビ!!』（日本テレビ系列）を同時ネットで放送していたため、日曜午後に数週遅れでネットしていた。
23. ↑  YTSでは1981年9月をもって放送打ち切り。
24. ↑  SAY開局時に廃枠となったが、YTSネットチェンジ後に放送された作品や過去の旧作を平日夕方の帯アニメ枠「アニメワンダーランド」として放送（本放送当時、編成調整用に余分に製作された未放送分を含む）。
25. ↑  YTSではネットチェンジの影響で序盤に打ち切られており、SAY開局時には終了していたが、世界名作劇場同様、再放送枠で改めて放送された。因みに同作の原作者・冨樫義博は山形出身である。
26. ↑  YTSでは1985年3月までは同時ネットで、その後同年4月からネットチェンジまでは日曜午前10:00に遅れネット。ただしレギュラー放送自体は1996年3月に終了したため、SAYでの放送は特番のみ。
27. ↑  SAYでは開局記念特番として1997年1月の放送分をネット後、1998年1月の放送分から正式にネット開始。
28. ↑  前番組の『ひらけ!ポンキッキ』は1993年3月までYTSで放送したことから、シリーズ全体を1番組としてみると、YTSがネットチェンジで打ち切りSAYが再開させた番組としても扱える。
29. ↑  ただし、11時以降の放送実績（「奥様リビング」）はある。
30. ↑  前番組の『ドラゴンボールZ』は、YTSのネットチェンジ以降はTUYで放送された。
31. ↑  前身番組の『めちゃ²モテたいッ!』は、TUYで放送されていた。
32. ↑  第1期はYTSで放送されており（ネットチェンジ直前に一旦終了）、シリーズ全体を1番組としてみると、YTSがネットチェンジで打ち切りSAYが再開させた番組としても扱える。
33. ↑  GIレース開催日のみの放送。なおYTSがFNS時代は同番組の他『チャレンジ・ザ・競馬』以前も競馬中継が制作されていたが、YTSでの放送はなかった。
34. ↑  YTSでは1993年3月まで『いいとも』のレギュラー放送はされていたが、特大号に関しては一度も放送されなかった。
35. ↑  「XX」は西暦年下2ケタが入る。